# Кивлей
Кивлей  — опустевшая деревня Никольского района Пензенской области. Входит в состав Керенского сельсовета.

## География
Находится в северо-восточной части Пензенской области на расстоянии приблизительно 10 км на запад по прямой от районного центра города Никольск.

## История
Основано в первой половине XIX века как деревня Кивлей, Трудолюбовка тож. В 1911 году – 87 дворов, 2 лавки. В 1955 г колхоз имени Калинина. В 2004 году – 2 хозяйства. К 2020 году опустела.

## Население
Численность населения: 312 человек (1864 год), 506 (1911), 520 (1926), 546 (1930), 299 (1959), 101 (1979), 16 (1989), 14 (1996). Население составляло 3 человека (русские 100%) в 2002 году, 3 в 2010. 